# Wüstenbuch
Wüstenbuch ist ein Gemeindeteil der Stadt Schlüsselfeld im Landkreis Bamberg (Oberfranken, Bayern). Wüstenbuch liegt in der Gemarkung Ziegelsambach.

## Geografische Lage
Nachbarorte sind Schrappach (Markt Burgwindheim) im Norden, Magdalenenkappel (Markt Burgebrach) im Nordosten, Debersdorf (Stadt Schlüsselfeld) im Südosten, und Ziegelsambach (Stadt Schlüsselfeld) im Süden.

## Geschichte
Bis zum Jahre 1978 war Wüstenbuch ein Gemeindeteil von Ziegelsambach, ehe die Dörfer im Zuge der Gebietsreform in Bayern in die Stadt Schlüsselfeld eingegliedert wurden.